# Love Dream
Pour plus de détails, voir Fiche technique et Distribution.
Love Dream est un film italien, sorti en 1988.

## Fiche technique
- Titre français : Love Dream
- Réalisation : Charles Finch
- Scénario : Charles Finch
- Photographie : Luciano Tovoli
- Pays d'origine : Italie
- Genre : fantastique
- Date de sortie : 1988

## Distribution
- Christophe Lambert : Menrou
- Diane Lane : China
- Francesco Quinn : Peter
- Cláudia Ohana : Lisa
- J. C. Quinn : Willy
- Monica Scattini : Nicoletta
- Joaquim de Almeida